# Knooppunt Nanos
Knooppunt Nanos (Sloveens: Razcep Nanos) is een knooppunt in het zuidwesten van Slovenië. Op het knooppunt kruist de A1 naar Ljubljana en Koper met de H4 naar Gorizia.
Het knooppunt is uitgevoerd als een trompetknooppunt. De directe verbindingsboog ligt tussen Gorizia en Ljubljana en de klaverlus tussen Koper en Gorizia.
| Aansluitende wegen  | Aansluitende wegen    | Aansluitende wegen | Aansluitende wegen | Aansluitende wegen |
| ------------------- | --------------------- | ------------------ | ------------------ | ------------------ |
| H4 richting Gorizia |                       |                    |                    |                    |
|                     |                       |                    |                    |                    |
|                     | A1 richting Ljubljana |                    |                    |                    |
|                     |                       |                    |                    |                    |
| A1 richting Koper   |                       |                    |                    |                    |

Dolga Vas · 
Dragučova · 
Draženci · 
Gabrk · 
Koseze · 
Kozarje · 
Malence · 
Nanos · 
Slavček · 
Slivnica · 
Srmin · 
Zadobrova